# Анджело Паготто
Анджело Паготто (італ. Angelo Pagotto, нар. 21 листопада 1973, Вербанія) — колишній італійський футболіст, що грав на позиції воротаря.
Виступав, зокрема, за низку ітілійських клубних команд, а також молодіжну збірну Італії, разом з якою є молодіжним чемпіоном Європи.

## Клубна кар'єра
Вихованець «Наполі», проте до основної команди пробитись не зумів і протягом сезону 1994/95 років на правах оренди захищав кольори «Пістоєзе» з Серії C1.
Своєю грою за останню команду привернув увагу представників тренерського штабу клубу «Сампдорія», до складу якого приєднався 1995 року. Відіграв за генуезький клуб наступний сезон своєї ігрової кар'єри. Більшість часу, проведеного у складі «Сампдорії», був основним голкіпером команди.
Влітку 1996 року уклав контракт з клубом «Мілан». Спочатку купувався як основний воротар «Мілана», але програв конкуренцію Себастьяно Россі. Після одного сезону в «Мілані», в якому провів 9 ігор в Серії А, відправився в оренду в Серію В, де виступав за «Емполі», будучи дублером основного воротаря. Повернувшись в «Мілан», був проданий в «Перуджу», де відразу став основним голкіпером, провівши 30 ігор в Серії А в першому сезоні. Також недовго грав в оренді у «Реджяні».
У січні 2000 року після позитивного результату на допінг-контроль після матчу «Фіорентина» — «Перуджа» в листопаді 1999 року, Паготто був дискваліфікований на два роки.
Після завершення дискваліфікації у сезоні 2001/02 підписав контракт з клубом «Трієстина», що виступав в Серії С1 і в першому ж сезоні з командою посів друге місце і отримав підвищення в класі. У наступному сезоні в Серії В клуб зайняв 5 місце, але на сезон 2003/04 Паготто знову повернувся в Серію С1, ставши гравцем «Ареццо», який також вивів у Серію В і провів там сезон 2004/05.
У сезоні 2005/06 років захищав кольори «Торіно», проте в усіх матчах чемпіонату, за підсумками якого клуб вийшов в Серію А, у воротах відстояв досвідчений Массімо Таїбі.
Протягом першої половини сезону 2006/07 років захищав кольори «Гроссето» Серії С1, після чого перейшов у «Кротоне» з Серії В. 28 квітня 2007 року після матчу Серії Б «Кротоне» - «Спеція» Паготто знову був спійманий на позитивному допінг-тесті по вживанню кокаїну. 14 вересня рішенням Дисциплінарного комітету італійської ліги Паготто отримав 8-річну дискваліфікацію за вживання кокаїну.
Всього за свою кар'єру він провів 53 матчі в Серії А і 114 в Серії B .

## Виступи за збірні
1990 року дебютував у складі юнацької збірної Італії, взяв участь у 3 іграх на юнацькому рівні, пропустивши 1 гол.
Протягом 1994—1996 років залучався до складу молодіжної збірної Італії, з якою завоював титул чемпіона Європи в 1996 році. На молодіжному рівні зіграв у 10 офіційних матчах, пропустив 5 голів. Також був учасником Літніх Олімпійських ігор 1996 року.

## Статистика виступів

### Статистика клубних виступів
| Сезон   | Команда     | Ліга | Матчів | Пропущено |
| ------- | ----------- | ---- | ------ | --------- |
| 1993–94 | «Наполі»    | A    | 0      | 0         |
| 1994–95 | «Пістоєзе»  | C1   | 34     | 21        |
| 1995–96 | «Сампдорія» | A    | 24     | 33        |
| 1996–97 | «Мілан»     | A    | 9      | 10        |
| 1997–98 | «Емполі»    | A    | 4      | 7         |
| 1997–98 | «Перуджа»   | B    | 30     | 28        |
| 1998–99 | «Перуджа»   | A    | 6      | 14        |
| 1998–99 | «Реджяна»   | B    | 12     | 14        |
| 1999–00 | «Перуджа»   | A    | 2      | 1         |
| 2001–02 | «Трієстина» | C1   | 26     | 23        |
| 2002–03 | «Трієстина» | B    | 26     | 29        |
| 2003–04 | «Ареццо»    | C1   | 30     | 19        |
| 2004–05 | «Ареццо»    | B    | 41     | 50        |
| 2005–06 | «Торіно»    | B    | 0      | 0         |
| 2006–07 | «Гроссето»  | C1   | 8      | 9         |
| 2006–07 | «Кротоне»   | B    | 5      | 11        |

## Титули і досягнення
- Чемпіон Європи (U-21): 1996